# Шпир, Михаил Фёдорович
Михаил Фёдорович Шпир (укр. Михайло Федорович Шпір; род. 16 августа 1986 года, Черновцы, Черновицкая область, Украинская ССР, СССР) — российский (в прошлом — украинский) публицист, предприниматель, коллаборационист во время российской оккупации Херсонской области. Генеральный директор ООО «Управляющая компания «Системы». Заместитель министра цифрового развития и связи оккупированной части Херсонской области с 22 сентября 2022 года.

## Биография
С 2009 года работал редактором российского издания «Сноб» и украинского журнала «Золотая каста». Писал для российского сайта Украина.ру. В 2010 году основал управляющую компанию «Системы», которая оказывала услуги по брендингу, продвижению, дизайну и рекламе.
Работал в экспертной группе по энергетике и участвовал в подготовке Закона Украины «Про рынок электрической энергии», призванном убрать монополии и создать энергобиржу с ежедневным ценообразованием для участников рынка (РДН, БР). Привлёк инвестиции для энергетического комплекса «Агроэнерготехнологии». Регулярно выступает в роли политического эксперта на телеканалах «112 Украина», NewsOne, «Украина.ру», «Россия 24» и News Front.
В 2017 году Шпир был внесен в базу центра «Миротворец». В соцсетях появились личные данные Михаила, адрес его проживания в Киеве и Ивано-Франковске и началось преследование в соцсетях.
На парламентских выборах 2019 года баллотировался в народные депутаты по списку ОПЗЖ.
В мае 2020 года в киевском ресторане на Шпира напала группа националистов. В потасовке облили кофе и разбила очки.
В августе 2020 года Шпира избили во Львове за неуместные высказывания об украинцах и Дне независимости. Праворадикалы стали регулярно появляться под домом родителей Шпира и оказывали моральное давление на родственников Михаила.
6 сентября 2020 года Шпир покинул Украину в поисках политического убежища. 18 марта 2021 года сотрудники СБУ ворвались с обысками к родителям, в его киевскую квартиру и в квартиру его девушки. Изъяли технику, деньги и все, что похоже на коммунистическую символику. 19 марта 2021 года СБУ сообщила о предъявленном подозрений в посягательстве на территориальную целостность и неприкосновенность Украины (статья 110 Уголовного кодекса Украины), нарушении равноправия граждан в зависимости от их расовой, национальной принадлежности, религиозных убеждений, инвалидности и по другим признакам (статья 161 УК), изготовлении, распространении коммунистической, нацистской символики и пропаганде коммунистического и национал-социалистического (нацистского) тоталитарных режимов (статья 436-1 УК). «Пророссийскому пропагандисту», который «публично ставил под сомнение субъектность Украины и призывал к официальному прекращению ее существования», в качестве доказательства, СБУ использовала удостоверение участника программы переселения соотечественников в РФ, которое официально выдается в российских консульствах на Украине. Служба безопасности Украины объявила М. Ф. Шпира в розыск по обвинению в нарушении ряда статей Уголовного кодекса Украины.
С 1 июля 2022 года был заместителем директора Департамента цифрового развития и массовых коммуникаций Военно-гражданской администрации Херсонской области, который осенью приказом С. В. Елисеева был преобразован в Министерство цифрового развития и массовых коммуникаций Херсонской области, с 22 сентября является заместителем министра цифрового развития и массовых коммуникаций Херсонской области.
7 июня в Ивано-Франковском городском суде прошло слушание дела Шпира. Ему инкриминировали совершение правонарушений по статьям ч. 1 ст. 161, ч. 1 ст. 436-1, ч. 2 ст. 436-1, ч. 1 ст. 110, ч. 2 ст. 110 Уголовного кодекса. Михаила Шпира заочно приговорили к 10 годам заключения.